# Ford Del Rio
Ford Del Rio – samochód osobowy klasy wyższej produkowany pod amerykańską marką Ford w latach 1953–1958.

## Historia i opis modelu

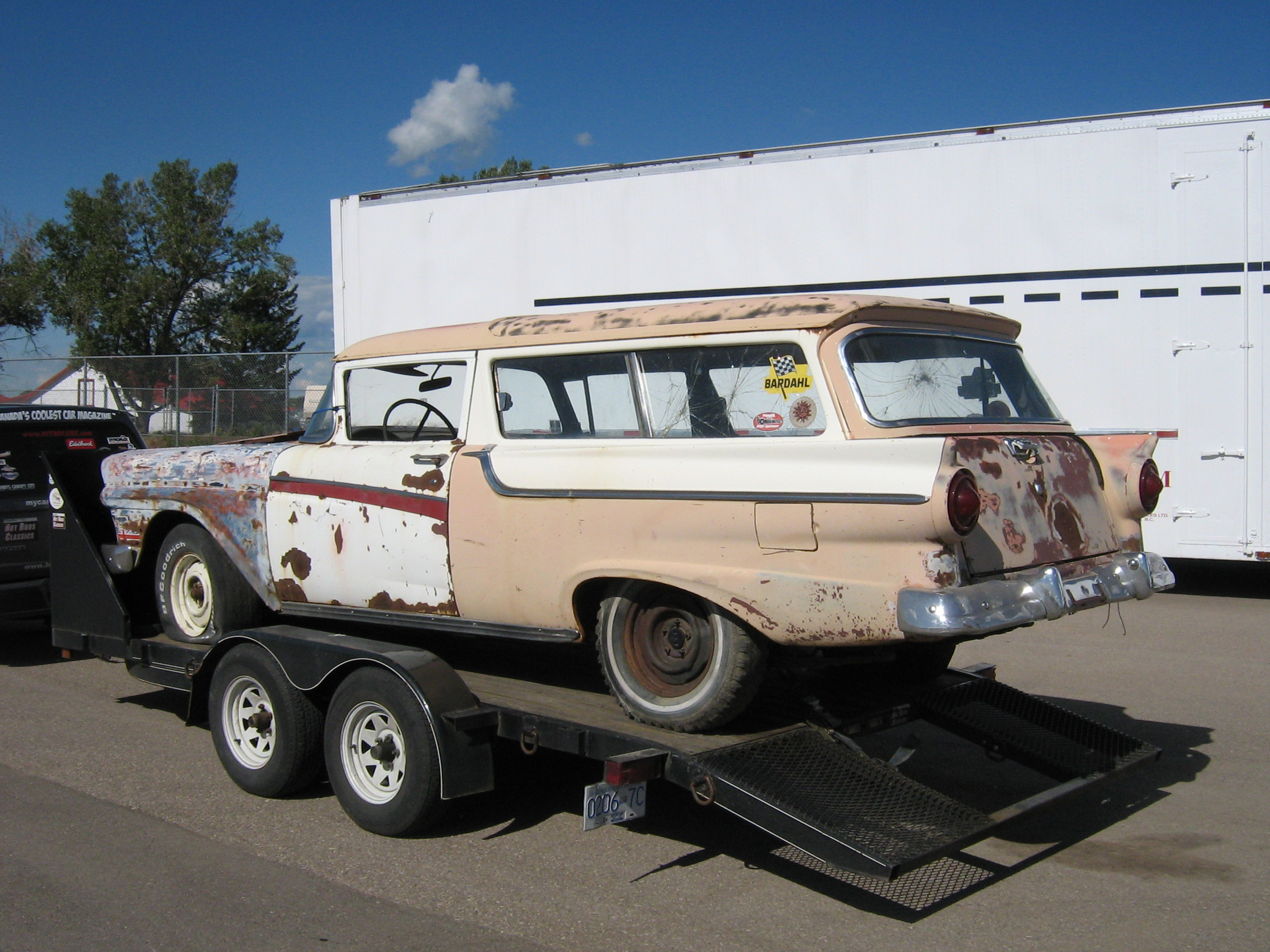
Ford Parklane

W 1953 roku Ford przedstawił model Del Rio jako luksusową i droższą alternatywę dla modelu Ranch Wagon, która zastąpiła dotychczas produkowane kombi Parklane. Ford Del Rio wyróżniał się dwukolorowym malowaniem nadwozia, a także awangardową stylistyką z licznymi przetłoczeniami i ozdobnymi akcentami.

### Produkcja
Podczas trwającej 5 lat produkcji Forda Del Rio, którą zakończono w 1958 roku, powstało 46 105 sztuk samochodu. Po zakończeniu jego produkcji, rolę topowego kombi przejął model Ranch Wagon.

### Silniki
- L6 3.7l Mileage Maker
- V8 5.4l FE
- V8 5.8l Thunderbird